# 丹尼斯·格盧沙科夫
丹尼斯·鮑里索維奇·格盧沙科夫（俄語：Денис Борисович Глушаков，1987年1月27日—）是俄羅斯的一位足球運動員。在場上司職攻擊型中場。他現在效力于俄羅斯足球超級聯賽球隊莫斯科斯巴達足球會。他也代表俄羅斯國家足球隊參賽。